# 今久留主祐成
今久留主 祐成（いまくるす まさなり、1964年5月23日 - ）は、大阪府出身の元高校野球指導者。
元プロ野球選手の今久留主成幸は実弟で大学時代は3年後輩にあたる。

## 経歴
選手としての現役時代は平安高校や明治大学でプレー。大学では2年上に広沢克己、1年下に坂口裕之らがいた。
一般企業を経て2006年、2003年に創部したばかりの日本航空第二高校（のちに日本航空高校石川に改称）硬式野球部の監督に就任。2009年夏、石川大会で5試合中3試合が1点差の勝利、準々決勝では9回二死から追いついて延長で逆転サヨナラという接戦での強さを発揮して優勝。春夏通じて同高初の甲子園大会出場に導いた。また、能登地方からの甲子園大会出場も史上初であった。本大会では初戦の対明桜高校戦で延長12回の末に甲子園大会初勝利も収めている。2012年をもって監督を退任。
2015年10月に大腸癌が発覚。手術を受けたが、肝臓や肺にも転移している状況で、医師からは「早ければあと300日」と告げられた。同年の5月には大学生だった長女を急性リンパ性白血病で亡くしており、「死ねば娘の所に行ける」と自暴自棄になっていたが、かつて監督を務めていた日本航空石川の活躍を見て奮起。2017年現在、抗癌剤治療を受けての闘病を継続している。